# Boxer (costume da bagno)

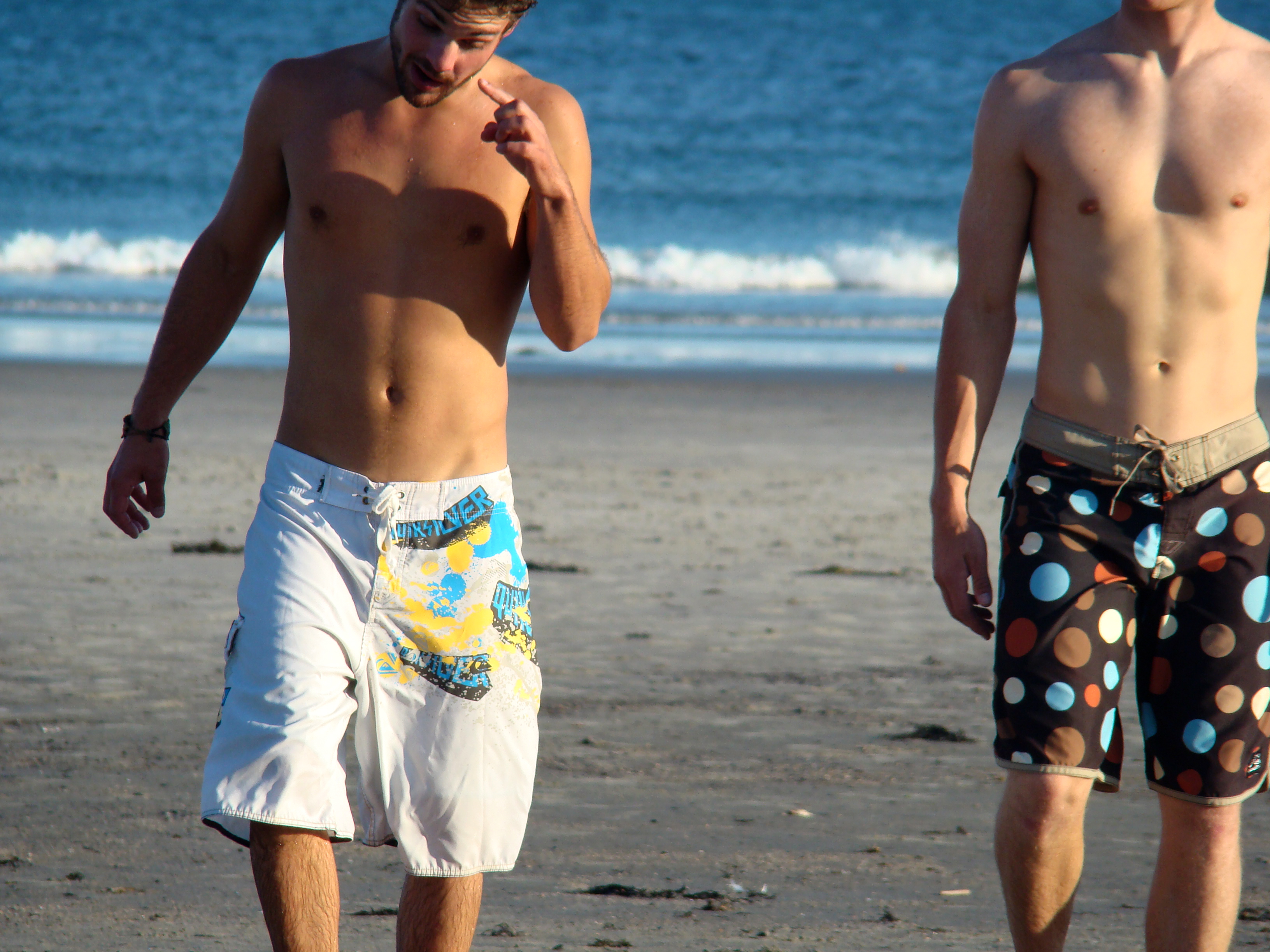
Due ragazzi in boxer.

I boxer da bagno sono un tipo di costume da bagno maschile e, recentemente, anche femminile, a lungo associato con determinati sport acquatici, come il surf o il wakeboard. Il loro nome in inglese boardshorts deriva dalla sua affiliazione con sport in cui viene utilizzata una tavola, in inglese, board. Negli anni la loro popolarità si è accresciuta anche al di fuori dello sport, come semplici indumenti di moda.

## Uso e design
I boxer vengono progettati per asciugarsi rapidamente e sono generalmente fatti da materiali a base di poliestere o nylon, che garantiscono una buona resistenza al continuo sfregamento contro una tavola, quale può essere un surf, pur mantenendo inalterate le proprie caratteristiche di comodità e leggerezza.
Tali costumi da bagno sono normalmente più lunghi dell'omonima biancheria intima, essendo lunghi all'incirca all'altezza del ginocchio, e sono spesso molto larghi, per garantire maggiore comodità. Il design dei boxer varia largamente da modello a modello, benché siano molto diffuse le fantasie floreali, in stile hawaiiano.
Benché il design dei boxer sia praticamente rimasto inalterato nel corso degli anni, alcune novità dovute alle innovazioni tecnologiche sono state apportate. Per esempio la chiusura del boxer tramite il velcro è stata sostituita quasi completamente con il neoprene, che tende a non strappare i peli dal corpo, come accadeva con il velcro. Inoltre all'interno del boxer è stato inserito uno speciale slip leggero e generalmente in rete, che funge da sostituzione per la biancheria intima. Oggigiorno, comunque, è diffuso, tra i giovani, l'uso dei boxer con la biancheria intima sotto; inoltre spesso il costume viene portato basso (moda sagging) per lasciare intravedere la marca dell'intimo.